# Landesregierung Pröll VI
Die Landesregierung Pröll VI bildete seit der Landtagswahl in Niederösterreich 2013 die Niederösterreichische Landesregierung. Bei der konstituierenden Sitzung am 24. April 2013 wurde Erwin Pröll erneut zum Landeshauptmann von Niederösterreich gewählt und angelobt. Auf Grund des Proporzsystems sind in der Landesregierung sechs Vertreter der ÖVP, zwei der SPÖ und eine Landesrätin des Team Stronach. Nach ihrem Rücktritt im April 2015 wurde Tillmann Fuchs, MBA, von der inzwischen vom Team Stronach abgespaltenen Liste Frank nominiert und vom Landtag im Mai 2015 gewählt und angelobt.
Am 19. April 2017 trat Erwin Pröll als Landeshauptmann zurück. Johanna Mikl-Leitner wurde als Landeshauptfrau angelobt. Das Finanzressort übernahm Landesrat Ludwig Schleritzko, ihr Stellvertreter wurde Stephan Pernkopf. Die Landesregierung Pröll VI ging mit diesen Personaländerungen in der Landesregierung Mikl-Leitner auf.

## Regierungsmitglieder
| Amt                                                     | Bild | Name                           | Partei | Partei    | Zuständigkeitsbereiche |
| ------------------------------------------------------- | ---- | ------------------------------ | ------ | --------- | --- |
| Landeshauptmann                                         |      | Erwin Pröll                    |        | ÖVP       | Personalangelegenheiten, Gemeindeförderungen, Kultur, Verkehr, Dorf- und Stadterneuerung, Landesverfassung und Verwaltungsorganisation |
| Landeshauptmann-Stellvertreterin                        |      | Johanna Mikl-Leitner           |        | ÖVP       | Finanzen, Wohnbau und Lebensqualität, NÖGUS, Arbeitsmarkt, Musikschulen                                                                |
| Landeshauptmann-Stellvertreterin                        |      | Karin Renner                   |        | SPÖ       | Konsumentenschutz, Nahrungsmittelkontrolle, (sozialdemokratische) Gemeinden und Gemeindeverbände                                       |
| Landesrätin                                             |      | Petra Bohuslav                 |        | ÖVP       | Wirtschaft, Tourismus und Sport, Regionalinitiativen                                                                                   |
| Landesrat                                               |      | Maurice Androsch               |        | SPÖ       | Mindestsicherung, Tierschutz, Schuldnerberatung, Jugendwohlfahrt, Pflegegeld, soziale Verwaltung, Asyl und Ausländerbeschäftigung      |
| Landesrätin                                             |      | Barbara Schwarz                |        | ÖVP       | Arbeit, Familie und Soziales, Kindergärten, EU-Regionalpolitik, Schulen, Verwaltungsangelegenheiten                                    |
| Landesrat                                               |      | Stephan Pernkopf               |        | ÖVP       | Umwelt, Landwirtschaft und Energie, Katastrophenschutz, Feuerwehren, Raumordnung, Veterinärangelegenheiten                             |
| Landesrat                                               |      | Tillmann Fuchs                 |        | parteilos | Baurecht, Veranstaltungswesen |
| Landesrat                                               |      | Karl Wilfing                   |        | ÖVP       | Erwachsenenbildung, Jugend, öffentlicher Verkehr, Krankenanstalten, kleines Glücksspiel                                                |
| Vorzeitig ausgeschiedene Mitglieder der Landesregierung |      |                                |        |           | |
| Landeshauptmann-Stellvertreter                          |      | Wolfgang Sobotka               |        | ÖVP       | Finanzen, Wohnbau und Lebensqualität, NÖGUS, Arbeitsmarkt, Musikschulen                                                                |
| Landesrätin                                             |      | Elisabeth Kaufmann-Bruckberger |        | TS        | Baurecht, Veranstaltungswesen, Asyl und Ausländerbeschäftigung                                                                         |